# Гундобин, Николай Петрович (архитектор)
Николай Петрович Гундобин (1893, Муром, Владимирская губерния — 1942, Ленинград) — советский архитектор и гражданский инженер.

## Биография
Родился в 1893 году в Муроме в семье потомственного почётного гражданина Петра Васильевича Гундобина и его супруги Глафиры Алексеевны (в девичестве Зворыкиной; 1863−1941), приходившейся тёткой изобретателю телевидения Владимиру Козьмичу Зворыкину.
В 1900-е годы семья перебралась в Санкт-Петербург. С 1920 по 1924 год обучался в Петроградских государственных свободных художественно-учебных мастерских Всероссийской академии художеств (ПГСХУМ) на архитектурном отделении.
В 1941 году в блокадном Ленинграде умерла его мать, а в 1942 году — сам архитектор.

## Проекты и постройки
- Волховская гидроэлектростанция (руководитель Мунц О. Р.; сотрудники: Покровский В. А., Тихомиров А. Я.);
- Главная Понижающая подстанция Волховской ГЭС на Выборгской стороне (руководитель Мунц О. Р.; сотрудники: Стуколкин Н. Т., Рубанов С. В.; инж. Шагин Д. А.; строительство завершено в 1926 г.);
- Отделка помещений рефрижераторных теплоходов: красный уголок, ресторан, курительная (1925 г.)
- Отделка помещений нефтеналивного судна «Грознефти»: столовая комсостава, красный уголок (1926 г.)
- Костеобрабатывающий завод в Минске (инж.-техн. Витлок В. Т.)
- Ульбинская гидроэлектростанция на Алтае (инженеры: Фогт Ф. Ф., Ржевский А. К.)
- Дворец Советов в Москве (конкурс; проект приобретен строительством; соавторы: Фаминцын М. А., Кршижановский Е. И.)
- Дзорагетская гидроэлектростанция на р. Каменке на Кавказе (построена в 1932 г.; инж. Берг В. А.)
- Мосылинская гидроэлектростанция (соавтор Кршижановский Е. И.)
- Днепростройская — Днепровская электростанция — ДнепроГЭС: плотина и машинный зал (конкурс)
- Днепрострой — ДнепроГЭС. Здание местных распределительных устройств (1932 г.) Центральное Управление шлюзом (построено в 1933 г.; соавторы: Шретер М. Л., Оминин Е. Н., Милюкова Ф. И., Кршижановский Е. И.)
- Днепровский алюминиевый комбинат: Электродный завод. Цех кальцинации. Электролитный цех (построены в 1933 г.; соавторы: Оминин Е. Н., Соловьева В. В., Кондратьев И. Д.; инж. Зархи Л. И.)

### Архивные источники
- НБА АХ СССР. Личное дело студента Н. П. Гундобина. 1920—1924 гг.